# Család (festmény)
A Család Pór Bertalan (1880–1964) festőművész 1909-ben készült festménye, műfaja szerint csoportportré.
A képen Pór egy a Felvidékről a fővárosi Józsefvárosba került rokon családjának nyolc tagja látható, dísztelen háttér előtt, zárt kompozíciós rendben. A fekete kontúros, hideg és sötét színekbe „öltöztetett” alakok reményvesztettséget, szomorúságot sugároznak, nemkülönben a világos árnyalatú központi alak, a szemet magára vonzó családanya szenvtelen jelenléte. Mintha a nyolc ember nem is egy családot alkotna: a kompozícióból magányosságuk, kapcsolat nélküliségük árad.
Pór a Nyolcak (akkori nevén Keresők) avantgárd festőcsoport kiállítására készítette a festményt, amellyel a fáma szerint nem végzett időben, s Kernstok Károly a még befejezetlen művet vitte el a tárlatra. Így is a kiállítás egyik leghatásosabb darabjának bizonyult, s noha a konzervatív ízlésűek fanyalogtak, a korabeli kritikusok egy része „új proletárdal”-ként üdvözölte a művet.

## Külső hivatkozások
- A festmény